# أندرو شنايدر
أندرو شنايدر (بالإنجليزية: Andrew Schneider)‏ هو كاتب سيناريو ومنتج تلفزيوني أمريكي، ولد في 10 مارس 1978 في هيلدسهايم في ألمانيا.

## وصلات خارجية
- أندرو شنايدر على موقع IMDb (الإنجليزية)
- أندرو شنايدر على موقع ألو سيني (الفرنسية)
- أندرو شنايدر على موقع قاعدة بيانات الفيلم (الإنجليزية)
- أندرو شنايدر على موقع كينوبويسك (الروسية)
- أندرو شنايدر على موقع كينوبويسك (الروسية)